# Oblężenie Tunisu
Oblężenie Tunisu – główne starcie zbrojne w czasie VII wyprawy krzyżowej w 1270 roku.
Podobnie jak poprzednia wyprawa, VII krucjata została zorganizowana przez króla Francji Ludwika IX, którego wsparł militarnie Karol I Andegaweński.
W lipcu 1270 Ludwik wypłynął wraz z trzema synami i całą armią w kierunku Tunisu. Król przypuszczał, że emir Tunisu Al-Mustansir zechce przyjąć wiarę chrześcijańską, co pozwoli krzyżowcom bez walki zdobyć przyczółek w północnej Afryce. Jednak emir nie zamierzał zmieniać wiary i przygotował miasto do obrony. Wojska krzyżowe szykowały się do szturmu, ale w ich obozie wybuchła epidemia. 25 sierpnia 1270 w wyniku choroby zmarł Ludwik IX. Tego samego dnia do Tunisu przybyła armia Karola I. Krzyżowcy oblegali miasto do jesieni, gdy Al-Mustansir zdecydował się zapłacić Karolowi za wycofanie armii. Karol przystał na te warunki i opuścił Afrykę.
Nieudane oblężenie Tunisu zakończyło VII wyprawę krzyżową.